# Judaïsering van Jeruzalem

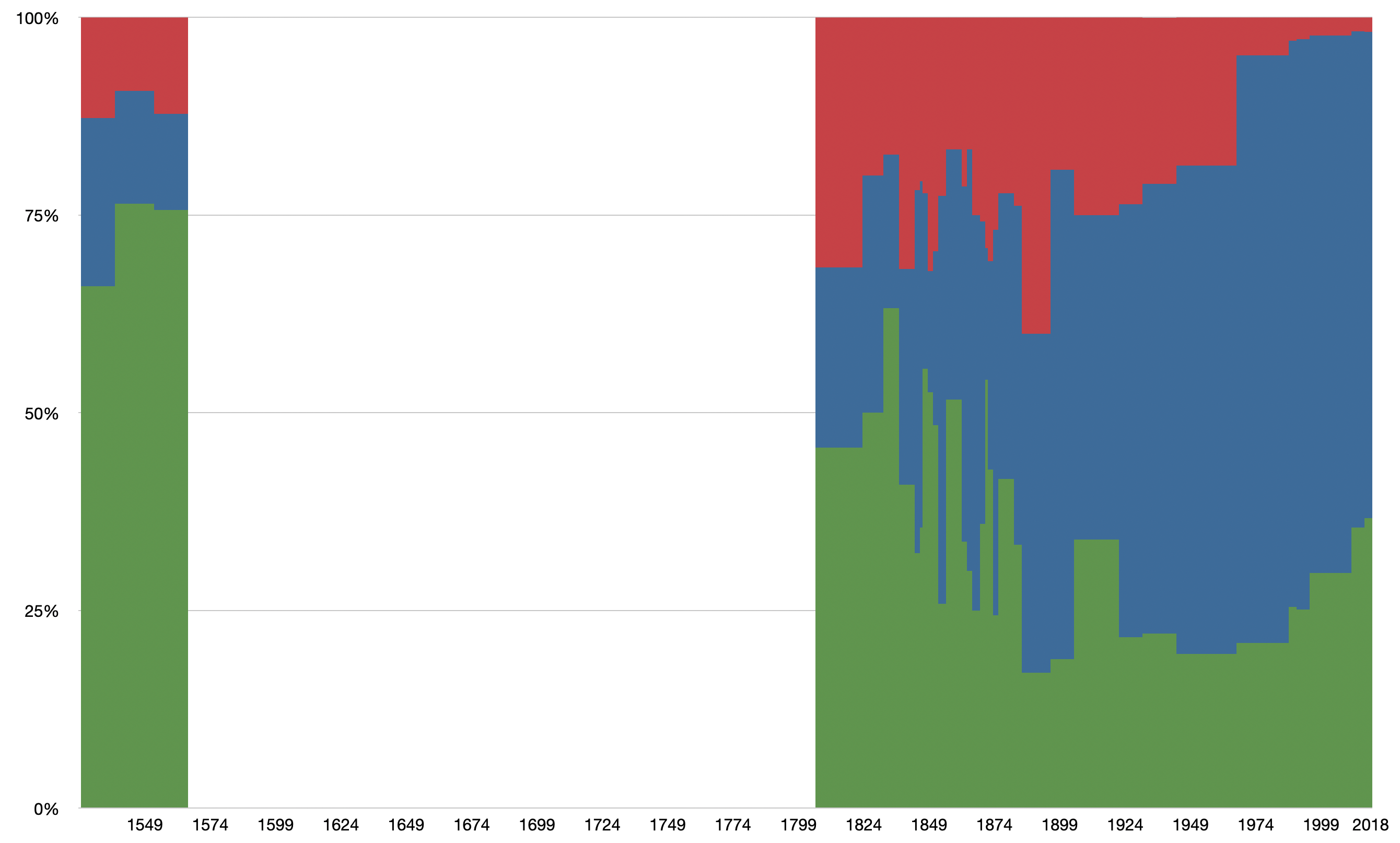
Grafiek met de verhouding van de bevolkingsgroepen in Jeruzalem vanaf de Ottomaanse periode, naar religie: groen = moslim, blauw = joods, rood = christelijk.

De judaïsering van Jeruzalem (Arabisch: تهويد القدس, tahweed il-quds; Hebreeuws: יהוד ירושלים, yehud yerushalaim) is de visie dat de staat Israël van plan is het fysieke en demografische landschap van de stad Jeruzalem te veranderen om het joodse karakter ervan te bevorderen door de islamitische en christelijke elementen te verwijderen. Hierbij wordt ook vaak verwezen naar de toenemende joodse aanwezigheid in Jeruzalem in de moderne tijd, waarmee wordt verwezen naar het joodse Jisjoev dat sinds de Ottomaanse tijd steeds dominanter werd. Dit proces zette zich voort totdat de joden door migratie vanaf het midden van de 19e eeuw de grootste etnisch-religieuze groep in Jeruzalem werden en tot de deling van Palestina en de daaropvolgende oorlog van 1948, toen het Hasjemistisch Koninkrijk Jordanie Oost-Jeruzalem van zijn joodse aanwezigheid zuiverde.